# Jan Carson
Jan Caerson (Ballymena, 1980) è una scrittrice nordirlandese.

## Biografia
Nata a Ballymena nel 1980, vive e lavora a Belfast dove si occupa di mediazione culturale e di progetti destinati a persone anziane.
Dopo la laurea in inglese al Queen's University Belfast, ha conseguito un Master in teologia all'Università di St Andrews.
Ha esordito nella narrativa nel 2014 con il romanzo Malcolm Orange Disappears al quale hanno fatto seguito due raccolte di racconti e altri due romanzi.
Nel 2015 ha inviato quotidianamente 365 cartoline con all'interno un microracconto ad amici e parenti; da una selezione di 52 storie aventi come leitmotiv eventi e persone di Belfast è nata la raccolta Postcard Stories pubblicata nel 2017.

## Opere

### Romanzi
- Malcolm Orange Disappears (2014)
- L'incendiario (The Fire Starters, 2019), Roma, Perone, 2020 traduzione di Leonardo Taiuti ISBN 978-88-6004-530-0.
- Il giorno del giudizio (The Raptures, 2021), Roma, Perone, 2022 traduzione di Leonardo Taiuti ISBN 978-88-6004-662-8.

### Raccolte di racconti
- Children’s Children (2016)
- Postcard Stories (2017)

## Premi e riconoscimenti

### Vincitrice
Premio letterario dell'Unione europea
- 2019 vincitrice con L'incendiario[5]

### Finalista
Premio Strega Europeo
- 2020 finalista con L'incendiario[6]